# Vlado Bajić
Vlado Bajić, bosansko-hercegovski general, * 17. julij 1915, † 23. junij 2004.

## Življenjepis
Leta 1941 je vstopil v NOVJ in KPJ. Med vojno je bil poveljnik bataljona, 3. proletarske brigade in 21. divizije.
Po vojni je končal Vojaško akademijo Vorošilov in Višjo vojaško akademijo JLA. Bil je načelnik štaba armade, načelnik štaba in poveljnik KNOJ, vodja Predstavništva SKJ za JLA, predsednik stalne izpitne komisije za čin generalmajorja, poveljnik armade,... 
Umrl je leta 2004 in bil pokopan v Aleji narodnih herojev na beograjskem Novem pokopališču.

## Odlikovanja
- Red narodnega heroja
- Red vojne zastave
- Red partizanske zvezde